# پراکسید استرانسیوم
پر اکسید استرونسیوم (به انگلیسی: Strontium peroxide) یک ترکیب شیمیایی است. و جرم مولی آن 119.619 g/mol می‌باشد.
شکل ظاهری این ترکیب، پودر سفید است.